# 横山峰弘
横山 峰弘（よこやま みねひろ、1969年（昭和44年）1月23日 - ）は、東京都出身のトレイルランナー（登山マラソン）。日本を代表するトップトレイルランナーであると同時に、山岳ガイド、ラフティング、リバーガイドなど様々な資格を所有しその普及活動に従事している。Teton-bros.所属。現在はトレーニングのため群馬県みなかみ町在住。

## 経歴・人物
幼少期からスキーを始める。中学、高校時代はサッカーに没頭したが、大学時代にプロスキーヤー三浦雄一郎氏代表のミウラドルフィンズのアシスタントスタッフとして山岳スキーや登山など様々なアウトドアスポーツを経験。その後、競技者としてトライアスロンや山岳レースへの参加を始める。29歳の時にアドベンチャーレースと出会い、世界で最も過酷といわれる「レイド・ゴロワーズ」に日本チームの一員として参戦。以来、プロアドベンチャーレーサーとして国内外の大会で活躍する。
2007年よりトレイルランニングに専念し、38歳にして世界最高峰のトレイルランレース「ウルトラトレイル・デュ・モンブラン」（UTMB、走行距離166km、制限時間46時間、獲得標高差9400m＋）に初参戦する。レース中に、腱断裂のアクシデントに見舞われながらも221位で完走を果たす。その後、懸命な治療とリハビリを行い、翌2008年、国内のトレイルランニングレースで頂点に立つ。2009年、UTMBに2度目の挑戦を果たし、参加者2286人中、6位入賞という堂々たる成績を収めた。2010年8月、3度目のUTMB挑戦で更なる上位進出を目指したが、現地悪天候のため30km地点でレースが中止となるまさかの事態に無念の涙を飲んだ。

## 主な戦歴
| 年月   | 大会                                                         | 順位  |
| ------ | ------------------------------------------------------------ | ----- |
| 1998年 | レイド・ゴロワーズ(エクアドル）                              | 24位  |
| 1998年 | サザン・トラバース（ニュージーランド）                       | 4位   |
| 1999年 | レイド・ゴロワーズ(チベット・ネパール）                      | 24位  |
| 2001年 | レイド・インターナショナル・ウカタック                       | 3位   |
| 2004年 | 日本山岳耐久レース（ハセツネカップ）                         | 優勝  |
| 2005年 | 日本山岳耐久レース（ハセツネカップ）                         | 2位   |
| 2005年 | 全日本山岳スキー競技選手権大会                               | 優勝  |
| 2005年 | セルフディスカバリーin王滝                                   | 優勝  |
| 2005年 | スキーマウンテニアニング韓国選手権                           | 3位   |
| 2005年 | 伊豆アドベンチャーレース                                     | 2位   |
| 2006年 | 全日本山岳スキー競技選手権大会                               | 優勝  |
| 2006年 | 秋川渓谷自然人レース                                         | 2位   |
| 2006年 | インターナショナル・マウンテンアウトドアスポーツ・チャレンジ | 優勝  |
| 2006年 | プライマル・クエスト                                         | 19位  |
| 2006年 | 日本山岳耐久レース（ハセツネカップ）                         | 3位   |
| 2007年 | スキーマウンテニアニング韓国選手権                           | 2位   |
| 2007年 | 山岳スキー競技日本選手権大会                                 | 3位   |
| 2007年 | ウルトラトレイル・デュ・モンブラン                           | 221位 |
| 2008年 | スキーマウンテニアニング韓国選手権                           | 2位   |
| 2008年 | エクステラ丸沼高原トレイルランニングレース                   | 優勝  |
| 2008年 | 日本山岳耐久レース（ハセツネカップ）                         | 3位   |
| 2009年 | 山岳スキー競技日本選手権大会                                 | 3位   |
| 2009年 | おんたけウルトラトレイル                                     | 3位   |
| 2009年 | ウルトラトレイル・デュ・モンブラン                           | 6位   |
| 2011年 | おんたけウルトラトレイル                                     | 3位   |
| 2012年 | ウルトラトレイル・マウントフジ                               | 5位   |
| 2012年 | トランス・ニューカレドニア                                   | 6位   |